# IC 4799
IC 4799 је спирална галаксија у сазвјежђу Паун која се налази на листи објеката дубоког неба у Индекс каталогу.
Деклинација објекта је - 63° 55' 50" а ректасцензија 18h 58m 56,9s. Привидна величина (магнитуда) објекта IC 4799 износи 13,2 а фотографска магнитуда 14,0. Налази се на удаљености од 25,517 милиона парсека од Сунца. IC 4799 је још познат и под ознакама ESO 104-27, FAIR 335, AM 1854-640, IRAS 18541-6359, PGC 62643.